# Mistrzostwa Europy w Piłce Nożnej Kobiet 1987
Mistrzostwa Europy w Piłce Nożnej Kobiet 1987 – drugi turniej mistrzostw Europy w piłce nożnej kobiet. Wydarzenie to po raz pierwszy rozgrywane było w Norwegii. Rozpoczęło się 11 czerwca, a zakończyło 14 czerwca 1987 roku. Tytuł po raz pierwszy w historii zdobyła reprezentacja Norwegii, pokonując Szwedki 2:1 w Oslo.
W eliminacjach wystartowało tylko 16 reprezentacji.

## Eliminacje
Eliminacje do Euro 1987 odbywały się od września 1984 do listopada 1986 roku. Udział w mistrzostwach wzięło 16 reprezentacji, które walczyły o 4 miejsca w turnieju. Lista grup eliminacyjnych:
- Grupa A –  Dania,  Finlandia,  RFN,  Norwegia;
- Grupa B –  Anglia,  Irlandia,  Irlandia Północna,  Szkocja;
- Grupa C –  Belgia,  Francja,  Holandia,  Szwecja;
- Grupa D –  Hiszpania,  Węgry,  Włochy,  Szwajcaria;

## Drużyny uczestniczące

### Zakwalifikowane drużyny
Na podstawie:
| Drużyna  | Zakwalifikowana jako | Liczba występów w ME | Najlepszy wynik w ME | Wynik      |
| -------- | -------------------- | -------------------- | -------------------- | ---------- |
| Norwegia | Zwycięzca grupy A    | debiutantki          | debiutantki          | Mistrzynie |
| Anglia   | Zwycięzca grupy B    | 1 (1984)             | II miejsce (1984)    | Półfinał   |
| Szwecja  | Zwycięzca grupy C    | 1 (1984)             | Mistrzostwo (1984)   | II miejsce |
| Włochy   | Zwycięzca grupy D    | 1 (1984)             | Półfinał (1984)      | Półfinał   |

## Miasta i stadiony
Turniej odbył się na 3 stadionach w 3 norweskich miastach: Oslo, Moss i Drammen.
| Oslo              | Moss             | Drammen            |
| ----------------- | ---------------- | ------------------ |
| Ullevaal Stadion  | Melløs Stadion   | Marienlyst Stadion |
| Pojemność: 27 200 | Pojemność: 9 000 | Pojemność: 8 500   |
|                   |                  |                    |
| OsloMossDrammen   |                  |                    |

## Faza pucharowa
W fazie pucharowej uczestniczą 4 zespoły, które awansują z fazy grupowej. Ta część rywalizacji składa się z dwóch rund. W każdej rundzie odpada połowa drużyn. Rozegrane zostaną półfinały. Zwycięzcy tych spotkań zagrają o tytuł mistrzowski. W każdym ze spotkań fazy pucharowej mecz zakończony w regulaminowym czasie remisem musi być rozstrzygnięty poprzez serię rzutów karnych.
|  |                     |           |           |                   |   |          |          |       |
|  | Półfinały           | Półfinały | Półfinały |                   |   | Finał    | Finał    | Finał |
|  | Półfinały           | Półfinały | Półfinały |                   |   | Finał    | Finał    | Finał |
|  | 11 czerwca, Oslo    |           |           |                   |   |          |          |       |
|  |                     |           |           |                   |   |          |          |       |
|  | Norwegia            | Norwegia  | 2         |                   |   |          |          |       |
|  | Norwegia            | Norwegia  | 2         | 14 czerwca, Oslo  |   |          |          |       |
|  | Włochy              | Włochy    | 0         |                   |   |          |          |       |
|  | Włochy              | Włochy    | 0         |                   |   | Norwegia | Norwegia | 2     |
|  | 11 czerwca, Moss    |           |           |                   |   | Norwegia | Norwegia | 2     |
|  |                     |           | Szwecja   | Szwecja           | 1 |          |          |       |
|  | Szwecja             | Szwecja   | Szwecja   | Szwecja           | 1 | 3        |          |       |
|  | Szwecja             | Szwecja   |           |                   |   |          |          |       |
|  | Anglia              | Anglia    | 2         |                   |   |          |          |       |
|  | Anglia              | Anglia    | 2         | Mecz o 3. miejsce |   |          |          |       |
|  |                     |           |           |                   |   |          |          |       |
|  | 13 czerwca, Drammen |           |           |                   |   |          |          |       |
|  |                     |           |           |                   |   |          |          |       |
|  | Włochy              | Włochy    | 2         |                   |   |          |          |       |
|  | Włochy              | Włochy    | 2         |                   |   |          |          |       |
|  | Anglia              | Anglia    | 1         |                   |   |          |          |       |
|  | Anglia              | Anglia    | 1         |                   |   |          |          |       |

Wyniki z serii rzutów karnych podano w nawiasach.

### Półfinały
| 11 czerwca 1987 19:00 CEST | Norwegia · Stendal 40' · Støre 78' | 2:0(1:0)Raport | Włochy | Ullevaal Stadion, Oslo Widzów: 5 154 Sędzia: Eysteinn Guðmundsson |
|                            |                                    |                |        |                                                                   |

| 11 czerwca 1987 19:00 CEST | Szwecja · Åhman-Svensson 7', 100' · Börjesson 53' | 3:2 dogr(1:2, 2:2, 2:2)Raport | Anglia · 31' Spacey · 42' Coultard | Melløs Stadion, Moss Widzów: 300 Sędzia: Michał Listkiewicz |
|                            |                                                   |                               |                                    |                                                             |

### Mecz o 3. miejsce
| 13 czerwca 1987 13:30 CEST | Włochy · Morace 37' · Vignotto 50' | 2:1(1:1)Raport | Anglia · 4' (k) Davis | Ullevaal Stadion, Oslo Widzów: 504 Sędzia: Peter Mikkelsen |
|                            |                                    |                |                       |                                                            |

### Finał
| 14 czerwca 1987 16:00 CEST | Norwegia · Stendal 28', 72' | 2:1(1:0)Raport | Szwecja · 75' Videkull | Ullevaal Stadion, Oslo Widzów: 8 470 Sędzia: Eero Aho |
|                            |                             |                |                        |                                                       |

NORWEGIA

 PIERWSZY TYTUŁ

## Strzelczynie

### 3 gole
- Trude Stendal

### 2 gole
- Karin Åhman-Svensson

### 1 gol
- Gillian Coultard
- Kerry Davis
- Marieanne Spacey
- Heidi Støre
- Anette Börjesson
- Lena Videkull
- Carolina Morace
- Elisabetta Vignotto

## Klasyfikacja
| Miejsce | Reprezentacja | Mecze | Punkty | Bramki zdobyte | Bramki stracone | Bilans bramek |
| ------- | ------------- | ----- | ------ | -------------- | --------------- | ------------- |
| złoto   | Norwegia      | 2     | 6      | 4              | 1               | +3            |
| srebro  | Szwecja       | 2     | 3      | 4              | 4               | 0             |
| brąz    | Włochy        | 2     | 3      | 2              | 3               | -1            |
| 4.      | Anglia        | 2     | 0      | 3              | 5               | -2            |